# Никольский, Михаил Ильич
Михаил Ильич Никольский (6 ноября (25 октября) 1877 — 28 февраля 1917) — русский морской офицер, капитан 1-го ранга (1915). Участник Русско-японской и Первой мировой войн. Убит матросами своего корабля и толпой демонстрантов во время Февральской революции.

## Биография

### 1877—1902
Родился 25 октября (6 ноября) 1877 года в Санкт-Петербурге, происходил из дворян Астраханской губернии. В 10-летнем возрасте определён во 2-й Петербургский Кадетский корпус, однако в 1891 году сдал экзамены и был зачислен в Морской кадетский корпус. Окончил это учебное заведение пятым по успеваемости и был при окончании корпуса удостоен Премии имени адмирала Нахимова в числе лучших выпускников. 15 сентября 1897 года произведён в мичманы флота.
Начал службу в должности вахтенного начальника сначала транспорта «Самоед» на Балтийском, затем миноносца № 119 на Средиземном море в эскадре адмирала Бирилёва. В 1902 году переведён в Кронштадт для учёбы в Артиллерийском офицерском классе и 6 декабря произведён в лейтенанты. К этому времени знал французский и итальянский языки.

### Служба на Тихом океане
После окончания занятий получил назначение судовым артиллерийским офицером на крейсер II ранга «Джигит» и совершил на этом корабле переход на Тихий океан. 5 сентября 1903 года назначен артиллерийским офицером на канонерскую лодку «Бобр» и принял на ней участие в первых боях Русско-японской войны. 7 июля 1904 года «за дозорную службу на канонерской лодке „Бобр“, охрану входа в гавань Порт-Артура, а также обстрел неприятельских позиций» награжден орденом Св. Станислава 3-й степени с мечами и бантом.
С 10 по 14 мая 1904 года Никольский руководил батареей морской артиллерии у Цзиньчжоу. 2 октября назначен артиллерийским офицером на крейсер I ранга «Баян». 25 ноября при обстреле крейсера из 11-дюймовых орудий был серьёзно контужен в голову, но продолжал руководить огнём с корабля и покинул его только после окончательного потопления. До падения крепости руководил морскими батареями на сухопутье. Через месяц после пленения отпущен в Россию по состоянию здоровья. За отличие при обороне Порт-Артура награжден орденами Св. Анны II степени с мечами, Св. Станислава II степени с мечами, Св. Анны III степени с мечами и бантом, Св. Анны IV степени с надписью «За храбрость».

### 1905—1913
После возвращения на Балтийский флот в 1905 году Никольский был назначен на учебное судно «Воин», вскоре убыл в отпуск, по возвращении из которого месяц работал в экзаменационной Комиссии Учебного Артиллерийского Отряда Балтийского моря. 11 июня 1907 года произведён в старшие лейтенанты и 2 октября назначен Флагманским артиллерийским офицером штаба командующего 1-м отрядом минных судов Балтийского моря. Кампанию следующего года Никольский провёл на крейсере «Герцог Эдинбургский», после чего получил должность командира миноносца № 126. В 1909—1912 годах обучался на Военно-морской отделе и Дополнительном курсе Николаевской морской академии. 25 марта 1910 года произведен в капитаны 2-го ранга. 12 апреля 1912 года назначен командиром миноносца «Послушный». 2 апреля 1913 года переведён командовать минным заградителем «Нарова», на котором добился больших успехов в деле подготовки экипажа к минным постановкам на случай неожиданного начала военных действий.

### Первая мировая война
С началом Первой мировой войны принимал участие во всех важнейших минных постановках в Финском заливе, за что награждён орденом Св. Владимира 4-й степени и 22 марта 1915 года произведён в капитаны 1-го ранга. В мае-августе 1915 года занимал должность штаб-офицера оперативного отделения службы связи Балтийского моря. В августе-сентябре 1915 года замещал командира крейсера «Баян» в период болезни А. К. Вайса.
8 февраля 1916 года назначен командиром крейсера «Аврора». Через некоторое время Никольский подал рапорт с предложениями об увеличении артиллерии крейсера и переделке имеющихся артиллерийских станков. Перед постановкой крейсера на капитальный ремонт написал донесение, в котором указывал на возможное пагубное влияние длительной стоянки в порту на команду крейсера. В нём он писал, в частности, что «команда, до сих пор не поддававшаяся преступной агитации, поддастся ей и, как это часто бывает, перейдет в другую крайность — благодаря своей сплоченности из самой надежной во время войны станет самой ненадежной. Почва для этого самая благоприятная — долгая стоянка в Петрограде у завода». Сразу после начала ремонта в Кронштадтском порту Никольский установил на крейсере жёсткий порядок; в частности, ввёл ограничения по сходу команды на берег и потребовал тщательного осмотра всех запираемых после работ помещений. За свою требовательность получил в матросской среде прозвище «Вирен». Офицеры также недолюбливали нового командира и обращались к нему исключительно формально.

### Февральская революция
27 февраля 1917 года, с началом Февральской революции, Никольский распорядился усилить вооружённый караул на крейсере; теперь его возглавляли не кондукторы, а офицеры. Вскоре на «Авроре» с согласия Никольского были размещены арестованные агитаторы и «подстрекатели». Через некоторое время в команде крейсера распространились слухи, что корабль собираются использовать как плавучую тюрьму. Поэтому Никольский, опасаясь осложнений с командой, настоял на том, чтобы задержанных убрали с крейсера. Когда конвой вывел арестованных на палубу, стоявшие на шкафуте революционно настроенные матросы отреагировали на их появление радостными криками «Ура! Браво! Освободить!».
Не подчинившись приказанию вахтенного начальника прекратить шум, матросы продолжали кричать и наносить оскорбления караульным, не уходя со шкафута. Тогда Никольский и старший офицер крейсера П. П. Огранович открыли по толпе матросов огонь из револьверов, и палуба мгновенно опустела. Выстрелами Никольского (он стрелял одновременно из двух револьверов) и Ограновича были ранены трое матросов: двое легко и один смертельно — Прокофий Яковлевич Осипенко (был похоронен на Марсовом поле). Спустившись в каюту, Никольский доложил в штаб о случившемся; оттуда последовало предложение прислать сотню казаков для усмирения возможного бунта. Михаил Ильич категорически отказался от этой меры, рассчитывая на благоразумие команды. Затем был сыгран «Большой сбор» поротно, и Никольский объяснил каждой роте моряков ситуацию на крейсере и в городе, объясняя происходящие в Петербурге беспорядки изменой и провокацией, организованной немцами. Тем не менее, в адрес командира и офицеров слышались открытые угрозы, причём команду кто-то настраивал против начальствующих чинов. Ночью Никольский вызвал к себе в каюту старшего механика и передал ему своё обручальное кольцо и нательный крест для передачи жене в случае, если с ним что-то случится. Ночью на мостике «Авроры» были установлены пулемёты, чтобы избежать нападения с берега.
Утром был созван офицерский совет, на котором решили не открывать огонь даже в случае попытки бунтовщиков овладеть крейсером. 14 офицеров, 3 гардемарина и 11 кондукторов не могли рассчитывать на поддержку большей части команды, следовательно, кровопролитие было бы бесцельным. После побудки 28 февраля команда крейсера приступила к приборке помещений. В 9 часов напротив «Авроры» начали появляться группы рабочих, которые вскоре превратились в демонстрацию с красными флагами, лентами и повязками. Среди демонстрантов были и вооружённые люди. Из толпы послышались выкрики, призывающие команду крейсера бросить работу и идти в город. По свидетельству очевидцев, Никольский заявил, что не собирается задерживать команду на корабле и все желающие, кроме занятых вахтой, дежурствами и караулом, могут сойти на берег. После этих слов Михаил Ильич ушёл к себе в каюту.
Толпа тем временем заполнила корабль; спешившие на берег матросы торопились и переодевались в выходное платье. Всё оружие, в том числе офицерское, было роздано по рукам, частично — рабочим. Узнав о том, что 27 февраля офицеры стреляли в команду и среди неё были раненые, рабочие потребовали немедленной расправы над командиром и старшим офицером крейсера. Матросы решили отвести их в Таврический дворец, куда сводили сопротивлявшихся восстанию лиц. С Никольского и Ограновича сорвали погоны и начали сводить их по сходням на берег. Старшему офицеру «Авроры» машинист Сергей Куприянович Бабин нанес удар штыком в горло. Никольского застрелил машинист крейсера Николай Кузьмич Брагин.

## Награды
- Орден Святого Станислава 3 степени с мечами и бантом[1] (07.07.1904)
- Св. Анны 3 степени с мечами и бантом (11.10.1904)
- Св. Станислава 2 степени с мечами (20.12.1904)
- Св. Анны 2 степени с мечами (12.12.1905)
- Св. Анны 4 степени с надписью «За храбрость» (02.04.1907)
- Подарок по чину (06.12.1908)
- Св. Владимира 4 степени (06.12.1914)
- Бант к ордену Св. Владимира 4 степени (22.09.1915)
- Мечи к ордену Св. Владимира 4 степени с бантом (25.04.1916)
- Св. Владимира 3 степени (06.12.1916)
- Греческий Спасителя кавалерский крест (1900)